# Liste der Museen in Herne
Die Liste der Museen in Herne beinhaltet Museen in Herne im Ruhrgebiet, die unter anderem Regionalgeschichte, Industriegeschichte und Kunst vorstellen.

## Liste der Museen
| Bezeichnung                | Bezeichnung                                 | Stadtteil          | Bemerkungen | Bild |
| -------------------------- | ------------------------------------------- | ------------------ | --- | ---- |
| LWL-Museum für Archäologie | LWL-Museum für Archäologie                  | Mitte              | Menschheitsgeschichte, insbesondere Vor- und Frühgeschichte. Regelmäßige Sonderausstellungen.                                       |      |
| Emschertal-Museum          | Sammlung auf Schloss Strünkede              | Baukau             | Heimatkundliche Exponate, naturgeschichtliche Funde, Exponate der Geschichte des Schlosses Strünkede und der Familie von Strünkede. |      |
| Emschertal-Museum          | Städtische Galerie im Schlosspark Strünkede | Baukau             | Werke der Klassischen Moderne, des Naturalismus, und des Expressionismus, Gemälde und bildhauerische Arbeiten.                      |      |
| Emschertal-Museum          | Heimatmuseum Unser Fritz                    | Unser Fritz/Crange | Zu den Schwerpunkten der Ausstellung zählen Bergbau, Binnenschifffahrt und Verkehrsbetriebe.                                        |      |
| Opel-Museum Herne          | Opel-Museum Herne                           | Mitte              | Oldtimer, Nähmaschinen, Kinderwagen, Fahrräder und Kühlschränke des Unternehmens Opel.                                              |      |